# Галле (Гольцмінден)
Галле (нім. Halle) — громада в Німеччині, розташована в землі Нижня Саксонія. Входить до складу району Гольцмінден. Складова частина об'єднання громад Боденвердер-Полле.
Площа — 28,73 км2. Населення становить 1483 осіб (станом на 31 грудня 2021).